# Xã Inman, Quận Holt, Nebraska
Xã Inman (tiếng Anh: Inman Township) là một xã thuộc quận Holt, tiểu bang Nebraska, Hoa Kỳ. Năm 2010, dân số của xã này là 308 người.